# Парри (лунный кратер)
Кратер Парри (лат. Parry) — крупный древний ударный кратер в области восточного побережья Моря Познанного на видимой стороне Луны. Название присвоено в честь английского исследователя Арктики Вильяма Эдварда Парри (1790—1855) и утверждено Международным астрономическим союзом в 1935 г. Образование кратера относится к нектарскому периоду.

## Описание кратера

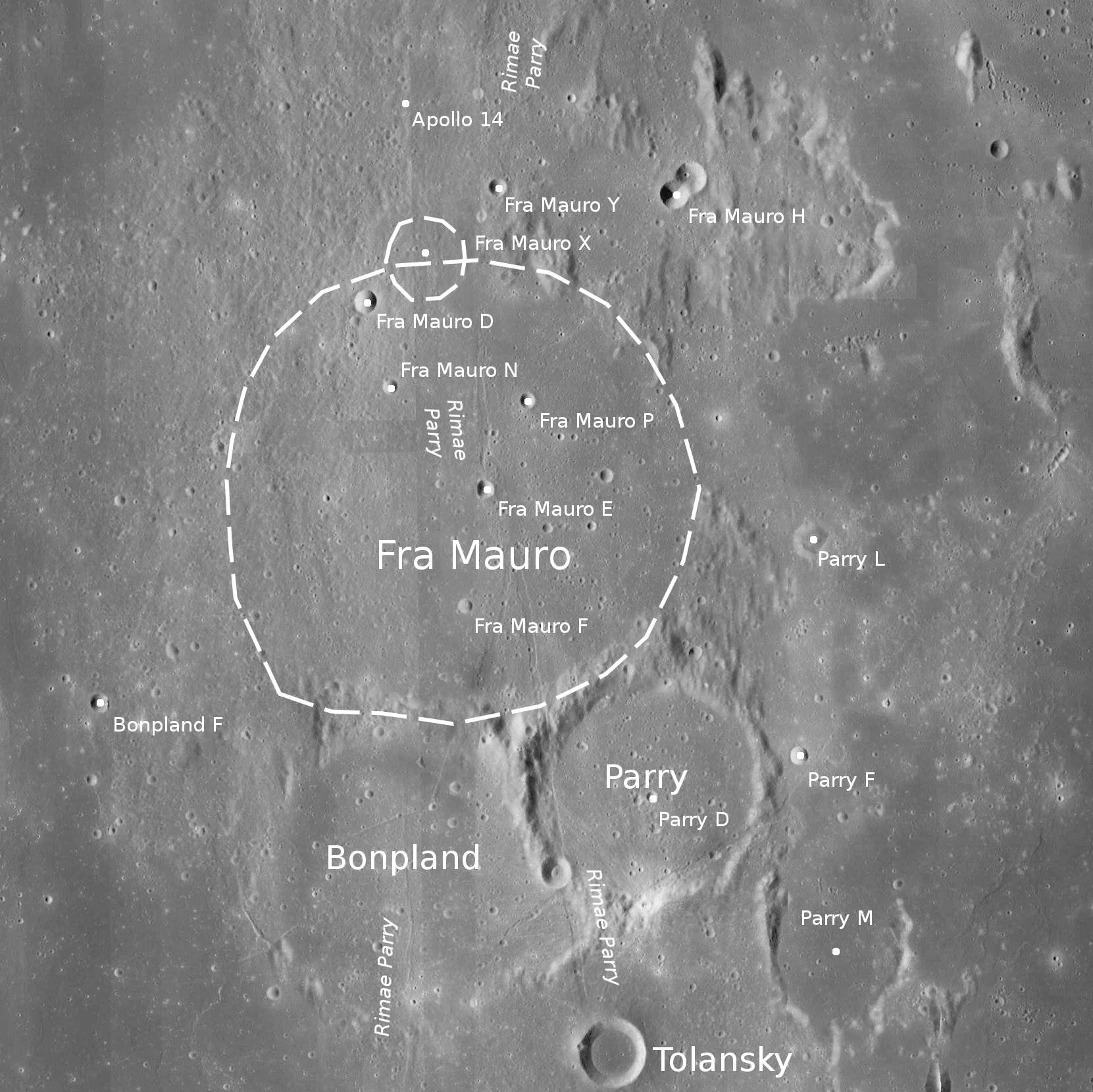
Окрестности кратера Парри. Снимок зонда Lunar Reconnaissance Orbiter.

Ближайшими соседями кратера являются кратер Фра Мауро примыкающий к валу кратера Парри на северо-западе; кратер Толанский на юге и кратер Бонплан примыкающий к кратеру Парри на западе-юго-западе. На востоке от кратера расположено Море Познанное. Селенографические координаты центра кратера 3°58′ ю. ш. 40°22′ з. д. / 3,96° ю. ш. 40,37° з. д., диаметр 121 км, глубина 3370 м.
Кратер Парри имеет полигональную форму, значительно разрушен и затоплен темной базальтовой лавой. Над поверхностью лавы выступает сглаженная вершина вала превратившаяся в кольцо отдельных хребтов и пиков и рассеченное узкими долинами и проходами. Высота западной части вала достигает 1500 м. В южной части вала расположен маленький кратер окруженный областью с высоким альбедо. Немного севернее западной оконечности вала находится область, где сходятся валы трех кратеров - Фра Мауро, Парри и Бонплан. Западная и южная части кратера рассечены ветвями борозд Парри. Дно чаши плоское, отмечено множеством мелких кратеров.

## Сателлитные кратеры

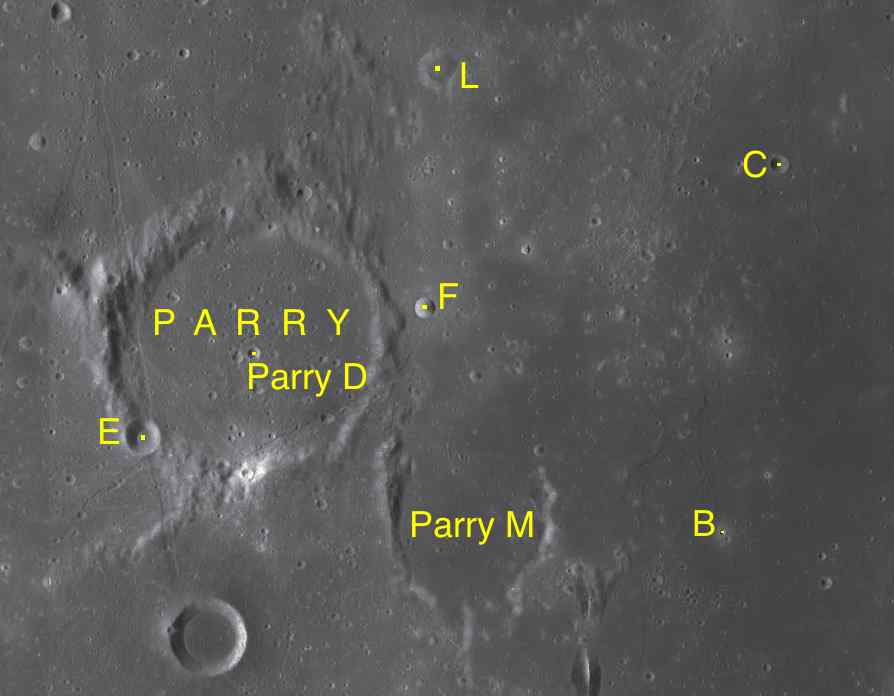
Фрагмент карты LAC-76.

| Парри | Координаты                                          | Диаметр, км |
| ----- | --------------------------------------------------- | ----------- |
| B     | 8°56′ ю. ш. 13°04′ з. д. / 8,93° ю. ш. 13,06° з. д. | 1,1         |
| C     | 6°52′ ю. ш. 12°44′ з. д. / 6,86° ю. ш. 12,74° з. д. | 3,1         |
| D     | 7°56′ ю. ш. 15°44′ з. д. / 7,93° ю. ш. 15,73° з. д. | 2,2         |
| E     | 8°24′ ю. ш. 16°21′ з. д. / 8,4° ю. ш. 16,35° з. д.  | 5,7         |
| F     | 7°40′ ю. ш. 14°46′ з. д. / 7,66° ю. ш. 14,76° з. д. | 3,6         |
| L     | 6°19′ ю. ш. 14°42′ з. д. / 6,32° ю. ш. 14,7° з. д.  | 6,3         |
| M     | 8°55′ ю. ш. 14°32′ з. д. / 8,91° ю. ш. 14,53° з. д. | 25,2        |

## Галерея

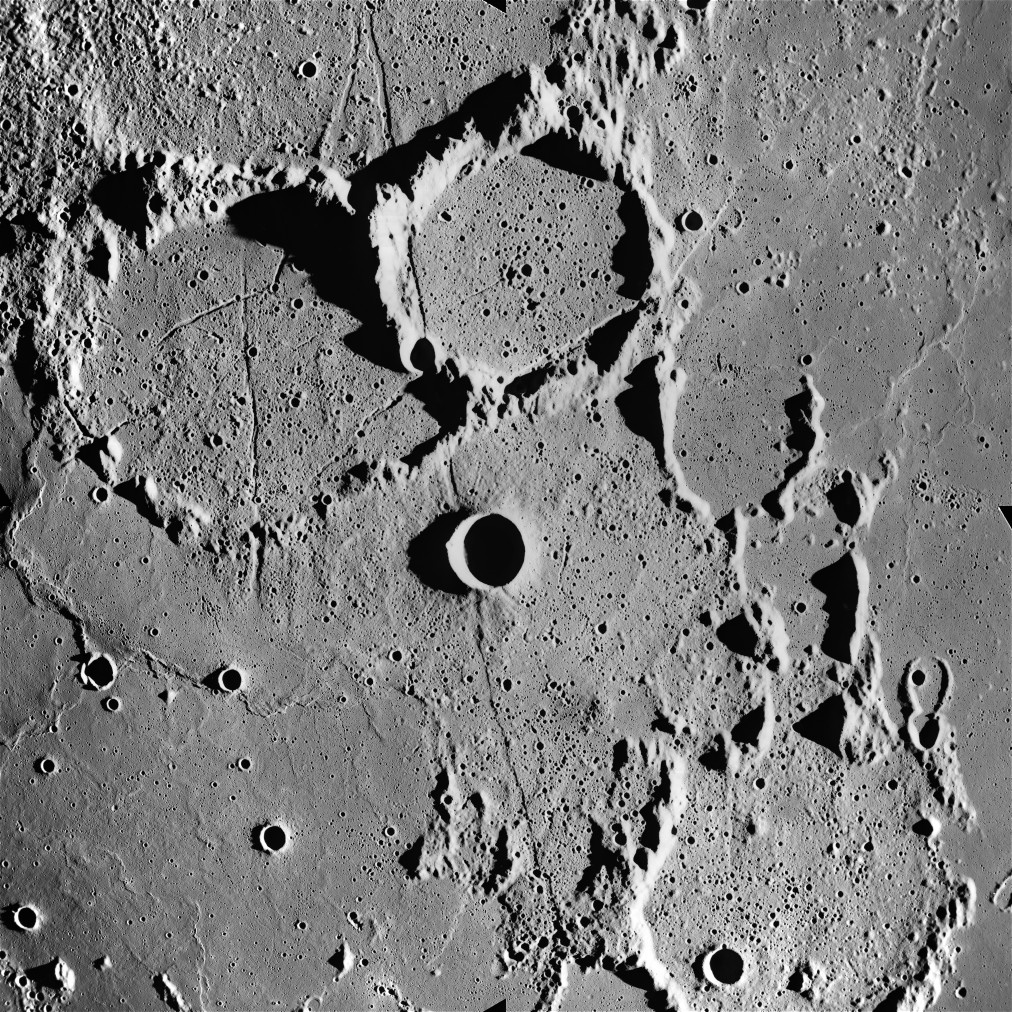
Окрестности кратера Парри на снимке с борта Аполлона-16.

## См.также
- Список кратеров на Луне
- Лунный кратер
- Морфологический каталог кратеров Луны
- Планетная номенклатура
- Селенография
- Минералогия Луны
- Геология Луны
- Поздняя тяжёлая бомбардировка